# Ruta 725 (Costa Rica)
La Ruta 725, oficialmente Ruta Nacional Terciaria 725, es una ruta nacional de Costa Rica ubicada en la provincia de Alajuela.

## Descripción
En la provincia de Alajuela, la ruta atraviesa el cantón de San Ramón (el distrito de Concepción), el cantón de Naranjo (los distritos de Naranjo, San Juan).